# 宮崎市
宮崎市（日语：／ Miyazaki shi */?，發音：[mijaꜜzaki]）是位於日本九州地方東南部，宮崎縣中部的城市，也是宮崎縣縣政府所在地。宮崎市擁有喜凱亞、青島、日本職棒集訓等觀光資源，是一座以服務業為主的城市。喜凱亞度假區內的喜來登頂級海洋度假大飯店是九州最高的建築。宮崎市有人口約39萬人，是九州人口第六多的城市，自1998年開始是中核市。

## 歷史

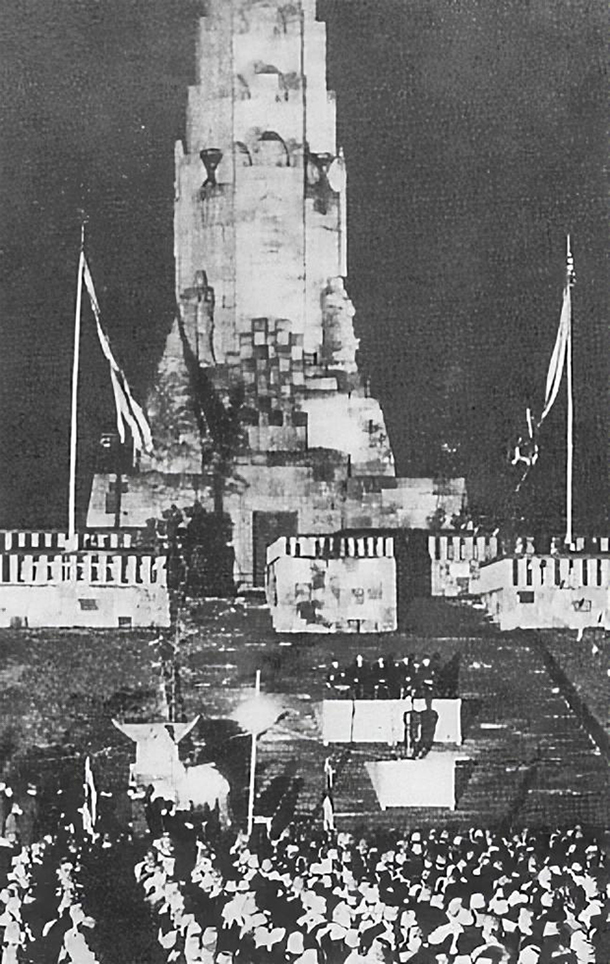
八紘一宇塔的竣工儀式

「宮崎」這一地名來自於宮崎郡，指宮崎莊、宮崎城的勢力範圍:125。位於宮崎市跡江地區的生目古墳群是九州最大的古墳時代前期的古墳群。但直到室町時代，現宮崎市轄區都是農村地區。在室町時代的1551年（天文20年）時，太田七郎左衛門忠延在大淀川右岸的河口附近新建了名為「城崎」的城鎮。城崎是一座擁有赤江港的小規模商業城市，和近畿地方之間有貿易往來。
在江戶時代，現在的宮崎市轄區的土地劃分十分複雜，大淀川左岸的現市中心地區和大淀川右岸的西部是延岡藩的飛地；日向灘沿岸的新別府、吉村、下別府、江田村等地是幕府直轄領地；山崎、鹽路等村是佐土原藩領地；西部的吉野、堤內、金崎村是高鍋藩領地；糸原、有田是鹿兒島藩領地；市轄區南部是飫肥藩領地:125。由於這些領地大多是距藩廳較遠的領地或飛地，因此大多都是農村地帶，只有城崎是小規模城鎮。江戶時代的宮崎雖然是平原地形，但卻因各藩領地錯綜的局面而未能形成較大的城鎮:125。
1871年廢藩置縣後，現宮崎縣分屬美美津縣、都城縣，現宮崎市在當時是兩縣交界處。1873年，美美津縣和都城縣合併為宮崎縣，縣廳設於宮崎郡上別府村:126。1876年，宮崎縣被併入鹿兒島縣，宮崎縣一度降格為宮崎支廳。1883年，宮崎縣分縣運動取得成功，宮崎縣得以恢復，上別府村也再度成為宮崎縣的縣廳所在地。當時的上別府村仍是農村，縣廳附近就是農田:127。
1889年日本實施町村制之後，上別府村、江平町、川原町、松山町、瀨頭町、上野町合併為宮崎町:127。和九州其他縣廳所在地城市相比，宮崎町雖然規模較小但發展迅速。1923年日豐本線的全線通車更使得宮崎町的交通大幅改善。1924年，宮崎市正式設市，此後宮崎市的市區沿國道快速向宮崎站方向發展:127。由於日本神話傳說中的天孫降臨之地高千穗位於宮崎縣，因此宮崎市在二戰之前是國家神道色彩濃郁的城市。1935年，昭和天皇參拜宮崎神宮。1940年，為紀念皇紀2600年，政府大幅擴建了宮崎神宮，並興建八紘一宇塔和「皇軍發祥之地」的石碑。在第二次世界大戰中，宮崎市和日南市等宮崎縣內其他城市遭到了美軍的空襲。

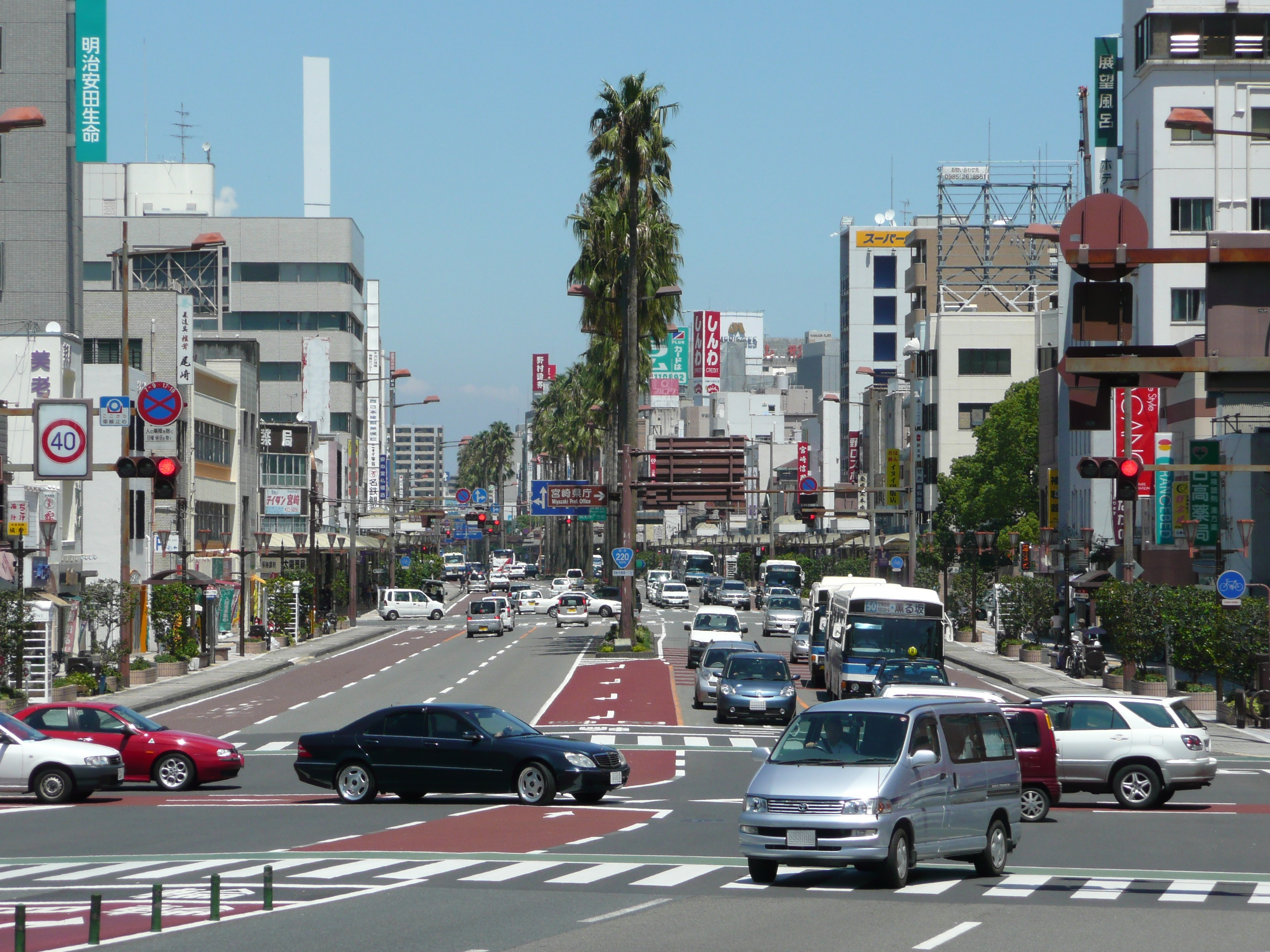
宮崎市南北方向主幹道橘通

宮崎市在戰後的昭和大合併中亦進行了市町村合併，轄區範圍大幅擴大。1960年，島津久永和島津貴子夫妻（昭和天皇的第五皇女）選擇宮崎作為新婚旅行目的地，成為宮崎市觀光產業迅速發展的契機，新婚旅行選擇宮崎的風潮興盛一時。然而1970年代中期之後，隨著沖繩返還使得沖繩縣成為日本國內新的南國風情代表地區，宮崎縣的觀光產業開始停滯。1980年代後海外旅行的普及更加劇這一狀況。為發展旅遊業，宮崎市在1980年代後期投資新設大型度假區喜凱亞。然而因逢泡沫經濟崩潰導致喜凱亞經營困難，連年赤字亦拖累宮崎市財政。但另一方面，戰前和延岡市、都城市人口數相當的宮崎市在戰後人口已大幅超過這兩個城市，且宮崎縣內宮崎都市圈的人口比例從1960年的30.5%增加到2005年的43.4%，顯示宮崎市在宮崎縣內的地位明顯提高:435。1998年，宮崎市升格成為中核市。

### 市町村合併變遷
資料來源：
| 1889年以前 | 1889年5月1日      | 1889年 - 1912年             | 1889年 - 1912年              | 1912年 - 1944年              | 1912年 - 1944年              | 1945年 -1954年               | 1955年 - 1988年             | 1955年 - 1988年             | 1989年 - 現在            | 現在   |
| ---------- | ----------------- | --------------------------- | ---------------------------- | ---------------------------- | ---------------------------- | ---------------------------- | --------------------------- | --------------------------- | ------------------------ | ------ |
|            | 北那珂郡 佐土原村 | 1896年4月1日 宮崎郡佐土原村 | 1901年7月12日 改制為佐土原町 | 1901年7月12日 改制為佐土原町 | 1901年7月12日 改制為佐土原町 | 1901年7月12日 改制為佐土原町 | 1955年4月1日 合併為佐土原町 | 1958年4月1日 合併為佐土原町 | 2006年1月1日 併入宮崎市  | 宮崎市 |
|            | 北那珂郡 那珂村   | 1896年4月1日 宮崎郡那珂村   | 1896年4月1日 宮崎郡那珂村    | 1896年4月1日 宮崎郡那珂村    | 1896年4月1日 宮崎郡那珂村    | 1896年4月1日 宮崎郡那珂村    | 1955年4月1日 合併為佐土原町 | 1958年4月1日 合併為佐土原町 | 2006年1月1日 併入宮崎市  | 宮崎市 |
|            | 北那珂郡 廣瀨村   | 1896年4月1日 宮崎郡廣瀨村   | 1896年4月1日 宮崎郡廣瀨村    | 1896年4月1日 宮崎郡廣瀨村    | 1896年4月1日 宮崎郡廣瀨村    | 1951年4月1日 改制為廣瀨村    | 1951年4月1日 改制為廣瀨村   | 1958年4月1日 合併為佐土原町 | 2006年1月1日 併入宮崎市  | 宮崎市 |
|            | 北那珂郡 住吉村   | 1896年4月1日 宮崎郡住吉村   | 1896年4月1日 宮崎郡住吉村    | 1896年4月1日 宮崎郡住吉村    | 1896年4月1日 宮崎郡住吉村    | 1896年4月1日 宮崎郡住吉村    | 1957年10月1日 併入宮崎市    | 1957年10月1日 併入宮崎市    | 宮崎市                   | 宮崎市 |
|            | 北那珂郡 木花村   | 1896年4月1日 宮崎郡木花村   | 1896年4月1日 宮崎郡木花村    | 1896年4月1日 宮崎郡木花村    | 1896年4月1日 宮崎郡木花村    | 1951年3月25日 併入宮崎市     | 宮崎市                      | 宮崎市                      | 宮崎市                   | 宮崎市 |
|            | 北那珂郡 青島村   | 1896年4月1日 宮崎郡青島村   | 1896年4月1日 宮崎郡青島村    | 1896年4月1日 宮崎郡青島村    | 1896年4月1日 宮崎郡青島村    | 1951年3月25日 併入宮崎市     | 宮崎市                      | 宮崎市                      | 宮崎市                   | 宮崎市 |
|            | 北那珂郡 赤江村   | 1896年4月1日 宮崎郡赤江村   | 1896年4月1日 宮崎郡赤江村    | 1926年4月1日 改制為赤江町    | 1943年4月1日 併入宮崎市      | 宮崎市                       | 宮崎市                      | 宮崎市                      | 宮崎市                   | 宮崎市 |
|            | 北那珂郡 檍村     | 1896年4月1日 宮崎郡檍村     | 1896年4月1日 宮崎郡檍村      | 1896年4月1日 宮崎郡檍村      | 1932年4月20日 併入宮崎市     | 宮崎市                       | 宮崎市                      | 宮崎市                      | 宮崎市                   | 宮崎市 |
|            | 宮崎郡 宮崎町     | 宮崎郡 宮崎町               | 宮崎郡 宮崎町                | 宮崎郡 宮崎町                | 1924年4月1日 宮崎市          | 宮崎市                       | 宮崎市                      | 宮崎市                      | 宮崎市                   | 宮崎市 |
|            | 宮崎郡 大淀村     | 宮崎郡 大淀村               | 宮崎郡 大淀村                | 1917年2月11日 改制為大淀町   | 1924年4月1日 宮崎市          | 宮崎市                       | 宮崎市                      | 宮崎市                      | 宮崎市                   | 宮崎市 |
|            | 宮崎郡 大宮村     |                             |                              |                              | 1924年4月1日 宮崎市          | 宮崎市                       | 宮崎市                      | 宮崎市                      | 宮崎市                   | 宮崎市 |
|            | 宮崎郡 瓜生野村   | 宮崎郡 瓜生野村             | 宮崎郡 瓜生野村              | 宮崎郡 瓜生野村              | 宮崎郡 瓜生野村              | 1951年3月25日 併入宮崎市     | 宮崎市                      | 宮崎市                      | 宮崎市                   | 宮崎市 |
|            | 宮崎郡 生目村     | 宮崎郡 生目村               | 宮崎郡 生目村                | 宮崎郡 生目村                | 宮崎郡 生目村                | 宮崎郡 生目村                | 宮崎郡 生目村               | 1963年4月1日 併入宮崎市     | 宮崎市                   | 宮崎市 |
|            | 宮崎郡 田野村     | 宮崎郡 田野村               | 宮崎郡 田野村                | 宮崎郡 田野村                | 宮崎郡 田野村                | 1950年5月3日 改制為田野町    | 1950年5月3日 改制為田野町   | 1950年5月3日 改制為田野町   | 2006年1月1日 併入宮崎市  | 宮崎市 |
|            | 東諸縣郡 高岡村   | 東諸縣郡 高岡村             | 1920年4月1日 改制為高岡町    | 1920年4月1日 改制為高岡町    | 1920年4月1日 改制為高岡町    | 1955年4月1日 合併為高岡町    | 1955年4月1日 合併為高岡町   | 1955年4月1日 合併為高岡町   | 2006年1月1日 併入宮崎市  | 宮崎市 |
|            | 東諸縣郡 穆佐村   |                             |                              |                              |                              | 1955年4月1日 合併為高岡町    | 1955年4月1日 合併為高岡町   | 1955年4月1日 合併為高岡町   | 2006年1月1日 併入宮崎市  | 宮崎市 |
|            | 東諸縣郡 倉岡村   | 東諸縣郡 倉岡村             | 東諸縣郡 倉岡村              | 東諸縣郡 倉岡村              | 東諸縣郡 倉岡村              | 1951年3月25日 併入宮崎市     | 1951年3月25日 併入宮崎市    | 1951年3月25日 併入宮崎市    | 1951年3月25日 併入宮崎市 | 宮崎市 |
|            | 宮崎郡 北清武村   | 1891年7月4日 清武村         | 1891年7月4日 清武村          | 1891年7月4日 清武村          | 1891年7月4日 清武村          | 1950年5月3日 改制為清武町    | 1950年5月3日 改制為清武町   | 1950年5月3日 改制為清武町   | 2010年3月23日 併入宮崎市 | 宮崎市 |
|            | 宮崎郡 南清武村   | 1891年7月4日 清武村         | 1891年7月4日 清武村          | 1891年7月4日 清武村          | 1891年7月4日 清武村          | 1950年5月3日 改制為清武町    | 1950年5月3日 改制為清武町   | 1950年5月3日 改制為清武町   | 2010年3月23日 併入宮崎市 | 宮崎市 |

## 地理

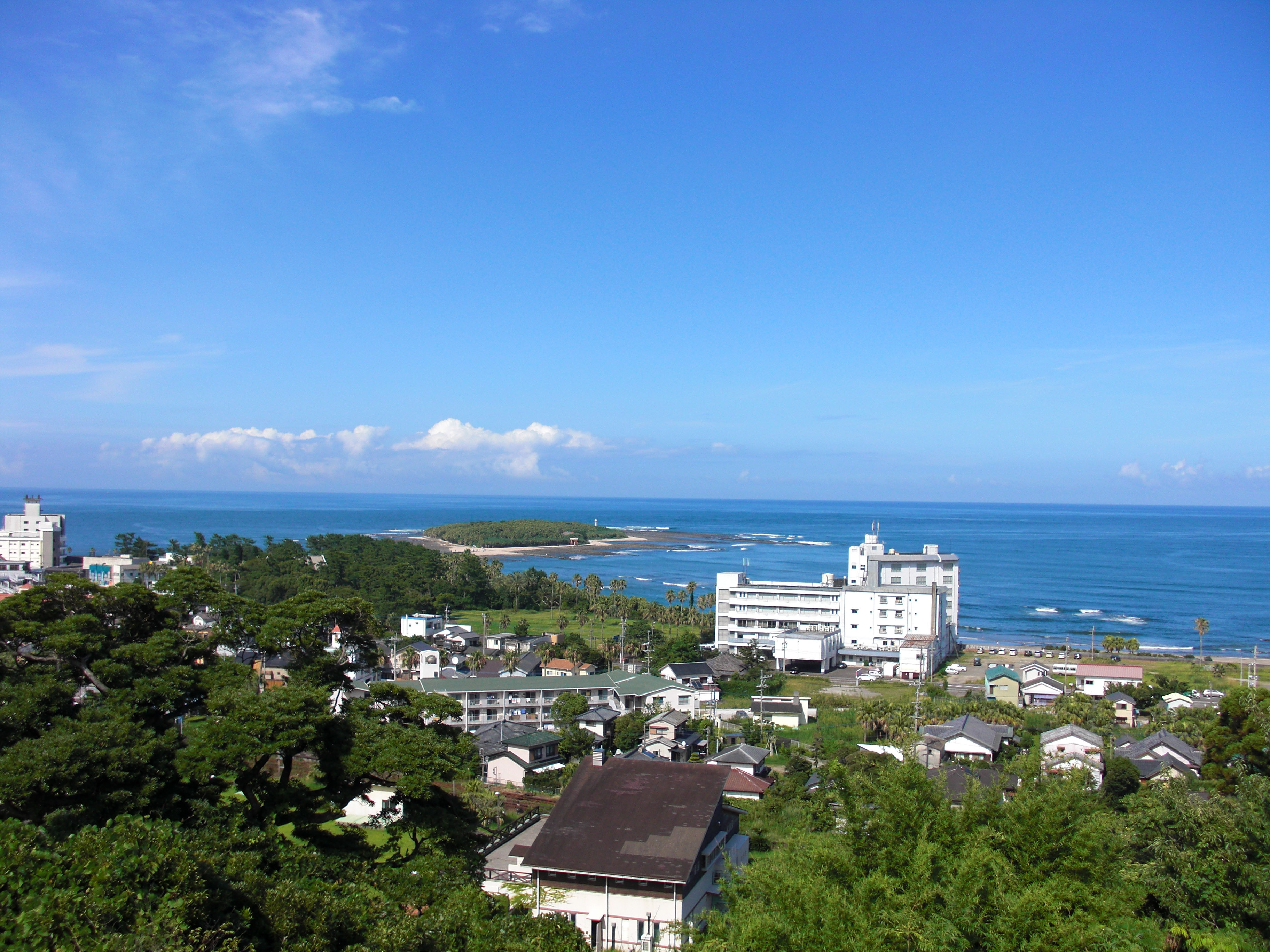
青島

宮崎市位於宮崎平原南部，除了市轄區南部的鰐塚山地之外，大多數地區地形平緩。位於市轄區南部的鰐塚山是宮崎市的最高峰，海拔高度1,118米。宮崎市中心地區大部分位於沖積平原和洪積台地之上。大淀川穿過宮崎市中心並注入日向灘。在修築人工堤壩之前，大淀川常有洪水發生。
橘通和国道10号的路口是宮崎市區的商業中心，而橘通則是宮崎市南北方向的主幹道。宮崎市的大多數企業、銀行聚集在市區北部；大淀川沿岸則集中了政府部門和不少旅館；而宮崎神宮附近地區則是宮崎市的文教地區:437。

### 氣候
宮崎市年平均氣溫在18℃左右，年均降雨量超過2,000毫米，有時甚至在3,000毫米之上。但另一方面，宮崎市年均日照時間也大多超過2,000小時，特別是夏季強烈的日曬導致宮崎市雖然降水充沛卻時有乾旱發生，因此市內有眾多儲水池:128。宮崎市自3月中旬至4月天氣多變。5月下旬至7月上旬則是梅雨季節。7月份的宮崎市受西南風影響而有焚風現象出現，是一年中最熱的時期。但8月份時宮崎市的平均氣溫低於福岡市，在九州內並非酷暑地區。夏季的宮崎時有颱風吹襲，降雨較多。冬季的宮崎市則因九州山地遮住雪雲使得天氣多晴天，很少有降雪:438。
| 宮崎市（平均數據1991-2020年，極端數據1886-2022年更新中） | 宮崎市（平均數據1991-2020年，極端數據1886-2022年更新中） | 宮崎市（平均數據1991-2020年，極端數據1886-2022年更新中） | 宮崎市（平均數據1991-2020年，極端數據1886-2022年更新中） | 宮崎市（平均數據1991-2020年，極端數據1886-2022年更新中） | 宮崎市（平均數據1991-2020年，極端數據1886-2022年更新中） | 宮崎市（平均數據1991-2020年，極端數據1886-2022年更新中） | 宮崎市（平均數據1991-2020年，極端數據1886-2022年更新中） | 宮崎市（平均數據1991-2020年，極端數據1886-2022年更新中） | 宮崎市（平均數據1991-2020年，極端數據1886-2022年更新中） | 宮崎市（平均數據1991-2020年，極端數據1886-2022年更新中） | 宮崎市（平均數據1991-2020年，極端數據1886-2022年更新中） | 宮崎市（平均數據1991-2020年，極端數據1886-2022年更新中） | 宮崎市（平均數據1991-2020年，極端數據1886-2022年更新中） |
| 月份                                                     | 1月                                                      | 2月                                                      | 3月                                                      | 4月                                                      | 5月                                                      | 6月                                                      | 7月                                                      | 8月                                                      | 9月                                                      | 10月                                                     | 11月                                                     | 12月                                                     | 全年                                                     |
| -------------------------------------------------------- | -------------------------------------------------------- | -------------------------------------------------------- | -------------------------------------------------------- | -------------------------------------------------------- | -------------------------------------------------------- | -------------------------------------------------------- | -------------------------------------------------------- | -------------------------------------------------------- | -------------------------------------------------------- | -------------------------------------------------------- | -------------------------------------------------------- | -------------------------------------------------------- | -------------------------------------------------------- |
| 历史最高温 °C（°F）                                      | 25.1 (77.2)                                              | 25.4 (77.7)                                              | 28.1 (82.6)                                              | 31.7 (89.1)                                              | 34.3 (93.7)                                              | 36.2 (97.2)                                              | 37.7 (99.9)                                              | 38.0 (100.4)                                             | 36.9 (98.4)                                              | 32.7 (90.9)                                              | 30.3 (86.5)                                              | 25.0 (77.0)                                              | 38.0 (100.4)                                             |
| 平均高温 °C（°F）                                        | 13.0 (55.4)                                              | 14.1 (57.4)                                              | 17.0 (62.6)                                              | 21.1 (70.0)                                              | 24.6 (76.3)                                              | 26.7 (80.1)                                              | 31.3 (88.3)                                              | 31.6 (88.9)                                              | 28.5 (83.3)                                              | 24.7 (76.5)                                              | 19.8 (67.6)                                              | 15.0 (59.0)                                              | 22.3 (72.1)                                              |
| 日均气温 °C（°F）                                        | 7.8 (46.0)                                               | 8.9 (48.0)                                               | 12.1 (53.8)                                              | 16.4 (61.5)                                              | 20.3 (68.5)                                              | 23.2 (73.8)                                              | 27.3 (81.1)                                              | 27.6 (81.7)                                              | 24.7 (76.5)                                              | 20.0 (68.0)                                              | 14.7 (58.5)                                              | 9.7 (49.5)                                               | 17.7 (63.9)                                              |
| 平均低温 °C（°F）                                        | 3.0 (37.4)                                               | 4.0 (39.2)                                               | 7.4 (45.3)                                               | 11.7 (53.1)                                              | 16.3 (61.3)                                              | 20.1 (68.2)                                              | 24.1 (75.4)                                              | 24.5 (76.1)                                              | 21.4 (70.5)                                              | 15.8 (60.4)                                              | 10.1 (50.2)                                              | 5.0 (41.0)                                               | 13.6 (56.5)                                              |
| 历史最低温 °C（°F）                                      | −7.5 (18.5)                                              | −6.6 (20.1)                                              | −4.1 (24.6)                                              | −1.5 (29.3)                                              | 3.1 (37.6)                                               | 9.2 (48.6)                                               | 16.0 (60.8)                                              | 16.4 (61.5)                                              | 9.7 (49.5)                                               | 2.6 (36.7)                                               | −2.7 (27.1)                                              | −7.2 (19.0)                                              | −7.5 (18.5)                                              |
| 平均降雨量 mm（）                                        | 72.7 (2.86)                                              | 95.8 (3.77)                                              | 155.7 (6.13)                                             | 194.5 (7.66)                                             | 227.6 (8.96)                                             | 516.3 (20.33)                                            | 339.3 (13.36)                                            | 275.5 (10.85)                                            | 370.9 (14.60)                                            | 196.7 (7.74)                                             | 105.7 (4.16)                                             | 74.9 (2.95)                                              | 2,625.6 (103.37)                                         |
| 平均降雪量 cm（）                                        | 0 (0)                                                    | 0 (0)                                                    | 0 (0)                                                    | 0 (0)                                                    | 0 (0)                                                    | 0 (0)                                                    | 0 (0)                                                    | 0 (0)                                                    | 0 (0)                                                    | 0 (0)                                                    | 0 (0)                                                    | 0 (0)                                                    | 0 (0)                                                    |
| 平均降雨天数（≥ 0.5mm）                                  | 6.6                                                      | 8.1                                                      | 11.5                                                     | 11.2                                                     | 11.4                                                     | 17.2                                                     | 12.8                                                     | 13.1                                                     | 13.6                                                     | 9.2                                                      | 8.1                                                      | 6.1                                                      | 128.9                                                    |
| 平均降雪天数（≥ 0cm）                                    | 0                                                        | 0                                                        | 0                                                        | 0                                                        | 0                                                        | 0                                                        | 0                                                        | 0                                                        | 0                                                        | 0                                                        | 0                                                        | 0                                                        | 0.1                                                      |
| 平均相對濕度（％）                                       | 66                                                       | 67                                                       | 68                                                       | 70                                                       | 74                                                       | 82                                                       | 78                                                       | 80                                                       | 80                                                       | 76                                                       | 74                                                       | 69                                                       | 74                                                       |
| 月均日照時數                                             | 192.6                                                    | 170.8                                                    | 185.6                                                    | 186.0                                                    | 179.7                                                    | 119.4                                                    | 198.0                                                    | 208.6                                                    | 156.5                                                    | 173.6                                                    | 167.0                                                    | 183.9                                                    | 2,121.7                                                  |
| 来源1：                                                  |                                                          |                                                          |                                                          |                                                          |                                                          |                                                          |                                                          |                                                          |                                                          |                                                          |                                                          |                                                          |                                                          |
| 来源2：                                                  |                                                          |                                                          |                                                          |                                                          |                                                          |                                                          |                                                          |                                                          |                                                          |                                                          |                                                          |                                                          |                                                          |

## 人口

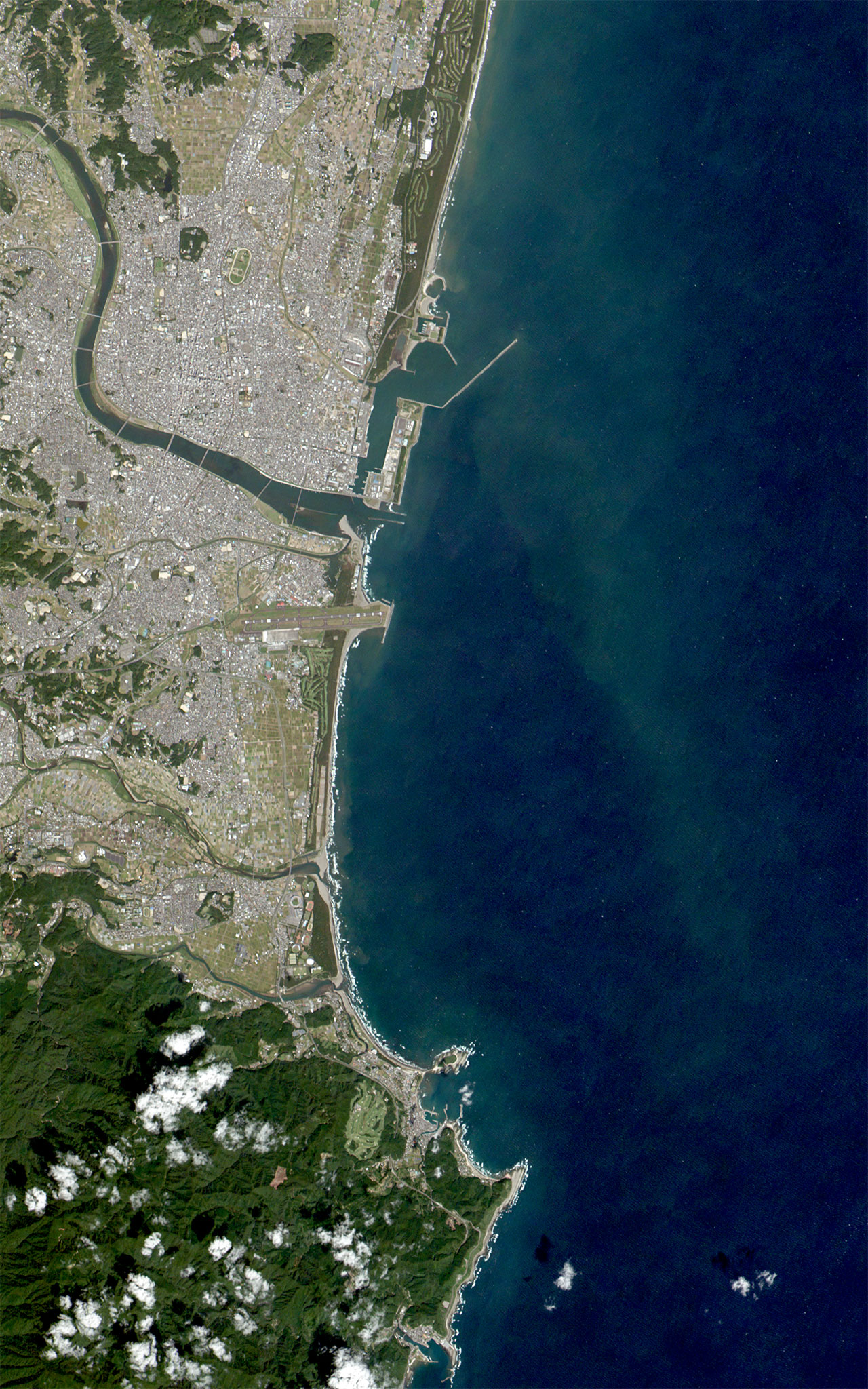
宮崎市空拍地圖

宮崎町在設町之前的1887年只有人口2,618人，但在1891年時已增加到7,153人，1905年時增加到11,163人:129。1924年設市時，宮崎市面積45.15平方公里，人口42,920人。隨著城市的發展和轄區範圍的擴大，宮崎市人口快速增加，在1950年人口普查時超過10萬人，並在1970年人口普查時超過20萬人。1990年代後，隨著人口高齡化、少子化的進展，宮崎市人口增長趨緩。2010年，宮崎市人口超過40萬。但自2014年開始，宮崎市人口已開始減少。2020年8月1日時，宮崎市有人口397,660人。宮崎市人口的自然增長率近年趨於零增長，而社會增長率雖在1997年之前長期是增長，1997年之後則時有減少。2013年，宮崎市總和生育率有1.57，高於日本平均值（1.43）但低於宮崎縣平均值（1.72）。

## 政治
宮崎市在日本眾議院選舉中和綾町、國富町同屬於宮崎縣第1區。宮崎1區是自民黨有壓倒性優勢的保守王國，除了2009年眾議院選舉之外，自民黨壟斷了該選區的議席。但在2021年眾議院選舉時，立憲民主黨的渡邊創在宮崎1區當選。
宮崎市的現任市長是清山知憲，他在2022年1月首度當選。宮崎市議會共有39名議員，其中擁有7名議員的前新會是最大黨派。宮崎縣議會中，宮崎市共有12名議員。2015年度，宮崎市財政收入1,637.6億日元，支出1,599.8億日元。

## 經濟

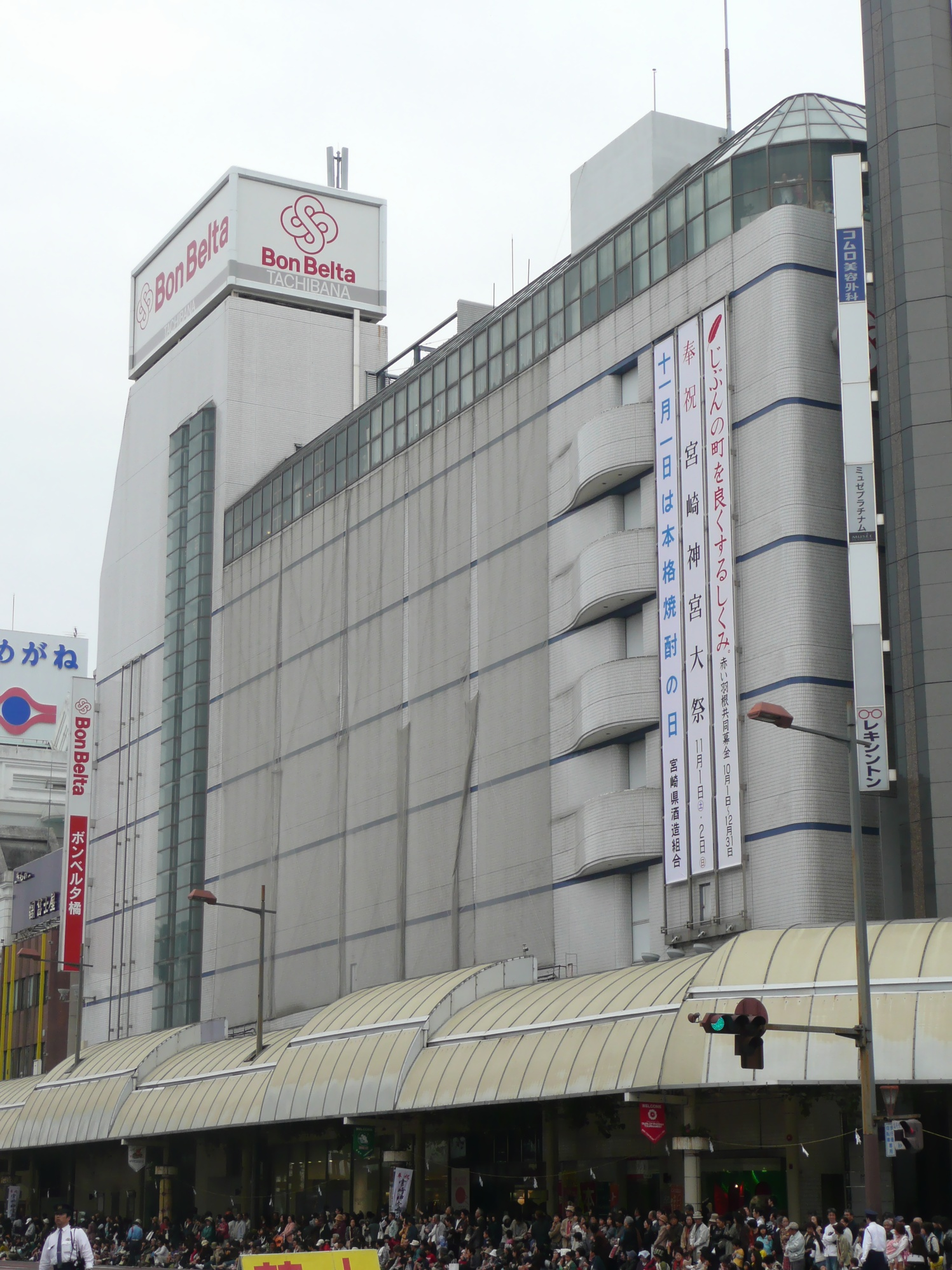
橘百貨店

2013年度，宮崎市市內生產總值13,317.07億日元，佔宮崎縣總量的約43%。宮崎市耕地面積有8,700公頃，農業就業人口有7,304人。2015年的農業生產額有383.8億日元，其中蔬菜佔過半比例。由於宮崎市氣候溫暖，因此蔬菜大棚種植繁盛，黃瓜的產量是日本首位，青椒、番茄等蔬菜產量也是日本前列，並生產芒果等熱帶水果。宮崎市也是高檔和牛品種宮崎牛的產地之一。宮崎市漁港捕撈的魚類以金槍魚、沙丁魚為主。宮崎市的製造業企業數和從業者數雖然佔宮崎縣總量的約二成，但產值只在宮崎縣內排名第三位，位居都城市、延岡市之後。2012年度，宮崎市工業品生產額有約2,212億日元，其中電子元件部門比例最大，其次是食品製造業。
總部設在宮崎市的銀行有宮崎銀行和宮崎太陽銀行。宮崎市集中了宮崎縣約六成的批發銷售額和約四成的零售銷售額。橘百貨店是宮崎市最大的在地商業企業之一。和眾多日本中等規模城市類似，宮崎市亦因汽車的普及而出現市中心地區空洞化的問題。現在宮崎市已將市中心地區的活性化作為重要市政目標。觀光產業在宮崎市經濟中有重要地位。2015年，因東九州自動車道宮崎至大分區間全線通車，來訪宮崎市的遊客數有614.1萬人，比前一年增加6.7%。夏季的8月和冬季的1、2月是宮崎市的觀光旺季。觀光客為宮崎市帶來超過799億日元的消費。1980年代後，政府在宮崎大學附近地區創建宮崎学園都市，試圖通過產學合作發展宮崎市的科技產業。

## 文化教育

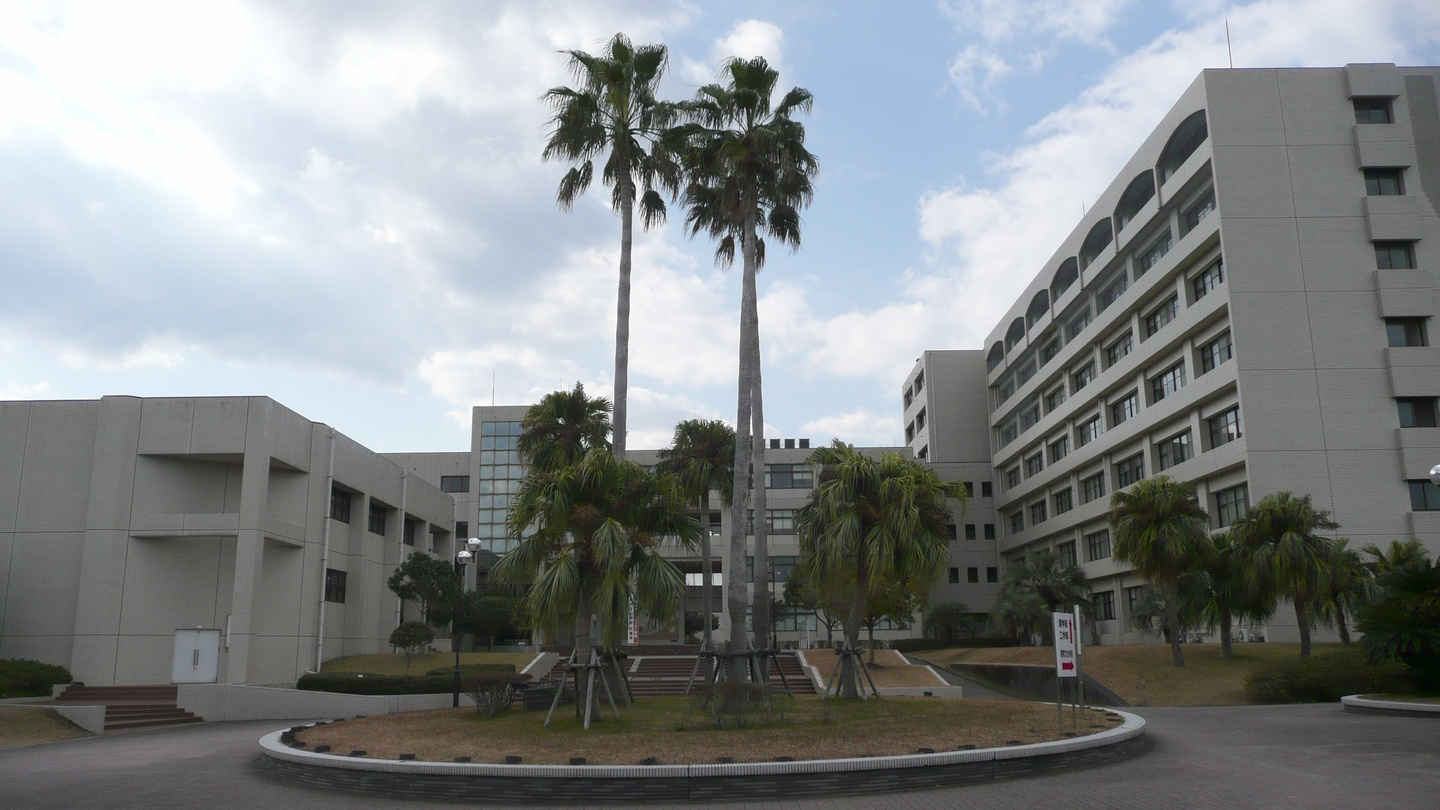
宮崎大學

宮崎市使用的日語方言是宮崎方言，屬豐日方言。宮崎方言雖然在文法等方面和同屬豐日方言的大分方言有相似之處，但在發音是無重音方言，獨自特徵明顯:104-108。宮崎神宮大祭於每年10月26日舉行，自20世紀國家主義高揚之後規模日益盛大，現在已是宮崎縣內最大的節慶活動。
總部位於宮崎市的宮崎日日新聞創刊於1940年，當時名為日向日日新聞，在1961年改為現名。2016年，宮崎日日新聞的日發行量約20.75萬份，在宮崎縣內的市場佔有率有67%。宮崎市內的電視台有NHK宮崎放送局；JNN系列的宮崎放送；同時加盟FNN、NNN、ANN的宮崎電視台。宮崎電視台也是日本唯一同時加盟三個電視聯播網的電視台。由於宮崎市氣候溫暖，因此在冬季時一些日本職棒、J聯賽球隊選擇宮崎市為冬季集訓的地點。2017年，讀賣巨人、歐力士野牛、福岡軟銀鷹都選擇宮崎市作為冬季集訓地。這一時期也吸引大量球迷來到宮崎，促進觀光業的發展。
宮崎大學創建於1949年，並在2003年和宮崎醫科大學合併，設有教育學院、農學院、工學院、醫學院、地域資源創成學院，是宮崎縣唯一的國立大學。宮崎市還有宮崎縣立看護大學、宮崎公立大學兩所公立大學；宮崎產業經營大學、宮崎國際大學、南九州大學三所私立大學。

## 交通

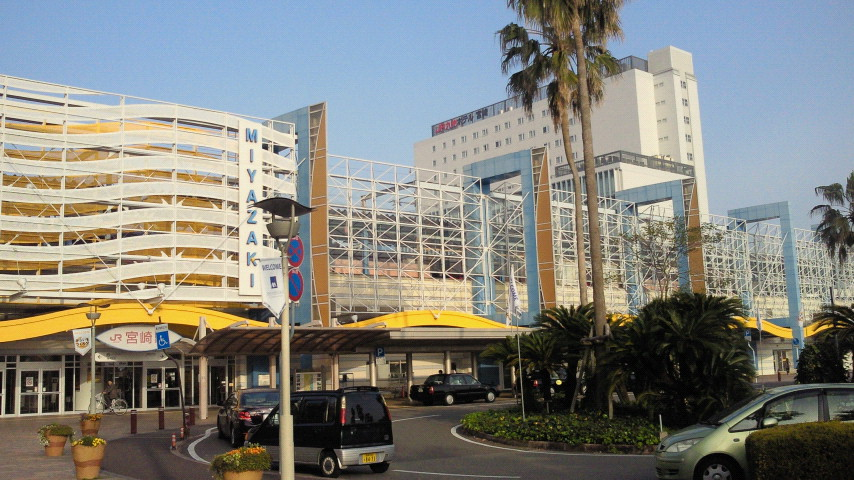
宮崎站

宮崎市內的鐵路由九州旅客鐵道運營，市內有連接小倉站至鹿兒島站的日豐本線、連接宮崎市區至宮崎機場的宮崎機場線、連接宮崎縣南部和鹿兒島縣東部的日南線三條JR路線。宮崎站是宮崎市鐵路交通的中心，運行的特急列車有前往大分、小倉方向的日輪號、日向號列車及前往鹿兒島中央站方向的霧島號列車、觀光列車海幸山幸號列車。2013年度，宮崎站的日均客流量超過4,800人次。
宮崎市內有東九州自動車道、宮崎自動車道兩條高速公路。2016年，北九州市至宮崎市之間的東九州自動車道全線通車，大幅改善了宮崎市的陸路交通。宮崎交通是宮崎市最大的交通企業，不僅運營宮崎市內的公共巴士，也運營有自宮崎市前往九州各主要都市和京阪神的高速巴士。宮崎港是南九州的物流據點港之一，貨物吞吐量佔宮崎縣內過半數。宮崎機場於1944年開始使用，最初是軍用機場，在1957年改為民用機場，跑道全長2,500米。現在宮崎機場運行有前往羽田、名古屋、伊丹、關西、福岡、那霸的日本國內定期航線，首爾、台北、香港的國際定期航線。因宮崎機場地理位置靠近宮崎市中心且宮崎市陸上交通不便，使得宮崎機場是日本乘客數較多的地方機場。2015年度，宮崎機場的乘客數達298.76萬人次。

## 觀光資源

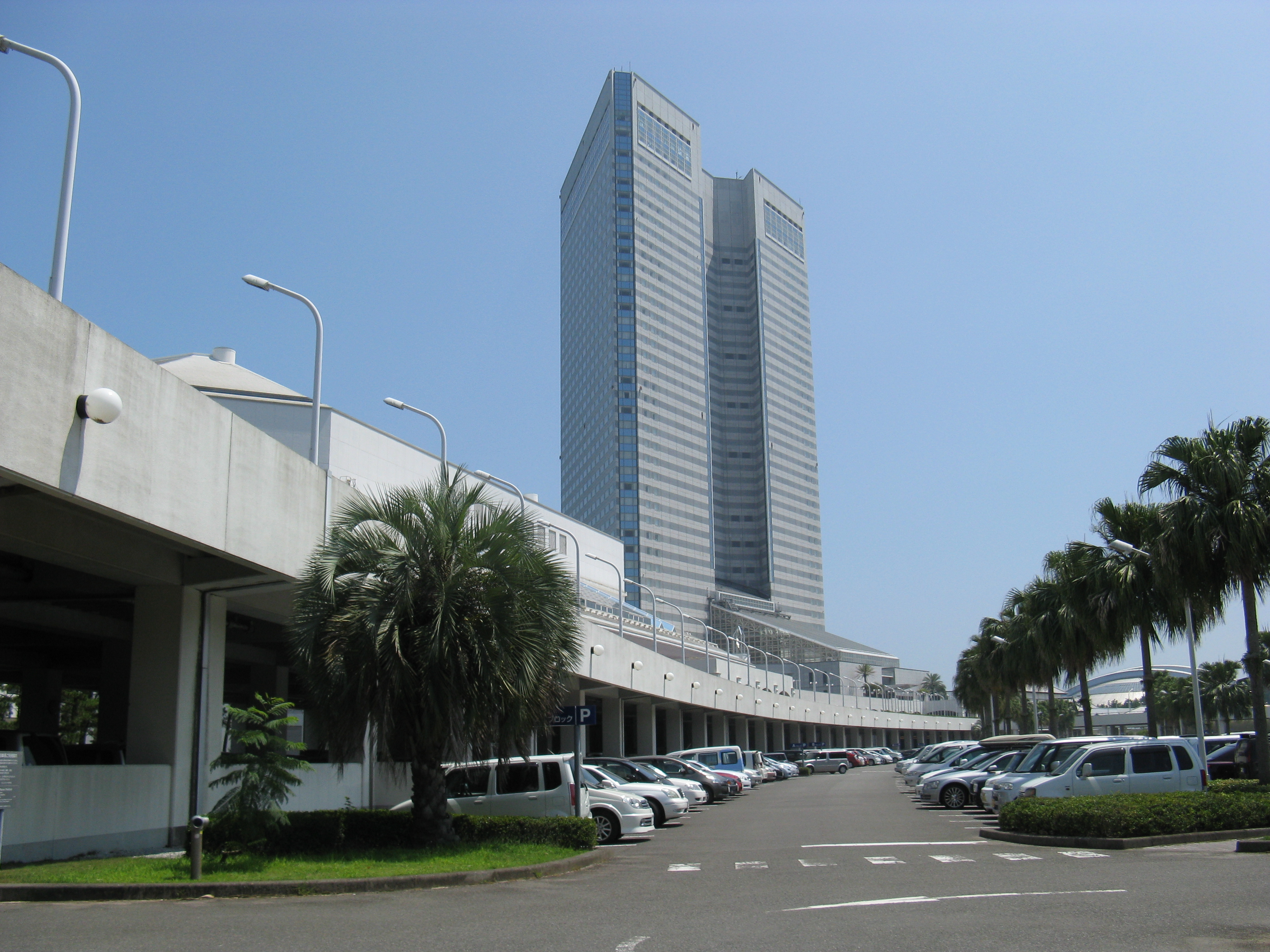
喜凱亞

青島神社是宮崎市遊客數最多的觀光景點。青島神社的歷史至少可追溯至820年，在古代曾禁止普通人進入，直到1737年才解除禁令。青島神社所在的青島擁有豐富的熱帶生物，並且以獨特的海蝕地貌「鬼之搓衣板」而著稱。青島海水浴場是日本著名的海水浴場，被選入海水浴場百選。宮崎神宮主祭神武天皇，雖然歷史較短但卻是官幣大社，在神道教中有崇高地位。宮崎縣立美術館在收藏展示宮崎縣當地美術家的同時亦收集世界著名美術家的作品。宮崎縣綜合博物館已有60年以上的歷史，展示宮崎縣的自然與文化。位於宮崎市沿海的喜凱亞是日本規模前列的大型度假區，擁有高級酒店、溫泉、高爾夫球場等娛樂設施。

## 姊妹、友好都市

### 日本
因神武天皇自日向国（宮崎）出發，在大和橿原創建政權。1966年2月11日，宮崎市和奈良縣橿原市成為姊妹都市。

### 海外
宮崎市和以下外國城市是姊妹、友好都市：
| 國家           | 城市                       | 締結日期      |
| -------------- | -------------------------- | ------------- |
| 美国           | 弗吉尼亚海滩（維吉尼亞州） | 1982年5月25日 |
| 中华人民共和国 | 葫蘆島市（遼寧省）         | 2004年5月16日 |
|                | 報恩郡（忠清北道）         | 1993年8月6日  |
| 美国           | 沃基根（伊利諾州）         | 1990年5月3日  |

## 知名人士
- 堺雅人（男演員）

## 註释
1. ↑  原本和高岡町（日语：高岡町 (宮崎県)）是姊妹城市。高岡町和宮崎市合併後由宮崎市繼承姊妹城市關係。
2. ↑  原本和清武町是姊妹城市。清武町和宮崎市合併由宮崎市繼承姊妹城市關係。

## 外部連結
- （日語） 官方网站
- （日語） 宮崎市觀光協會（页面存档备份，存于）
- （日語） 宮崎機場（页面存档备份，存于）
- （日語） 宮崎市旅館組合（页面存档备份，存于）
- （日語） 宮崎商工會議所（页面存档备份，存于）
- （日語） 維客旅行上的宮崎市（页面存档备份，存于）
- OpenStreetMap上有關宮崎市的地理